# Mobilabium
Mobilabium es un género monotípico de orquídeas epifitas. Su única especie: Mobilabium hamatum, es originaria de las Australia.

## Descripción
Es una orquídea diminuta a mediana que prefiere el clima cálido, con hábito de epifita que crece con un tallo ereccto a oscilante, poco ramificado, desordenado que lleva de 3 a 15 hojas, muy separadas entre sí, de color verde amarillento y rígidas, coriáceas, con el ápice de gancho. Florece en el invierno en una inflorescencia erect de 3 a 6 mm de largo, con 5 a 15  flores fragantes.

## Distribución y hábitat
Se encuentra sólo en Queensland en Australia en elevaciones de 600 a 1300 metros en las plantaciones de árboles en los bosques, márgenes de caminos y vegetación de las orillas de los ríos. 

## Taxonomía
Mobilabium hamatum fue descrita por Herman Montague Rucker Rupp y publicado en North Queensland Naturalist 13(78): 3. 1946.